# 한번 준 마음인데
"한번 준 마음인데"는 1969년 공개된 대한민국의 영화이다.

## 배역
- 김진규
- 윤정희
- 고은아
- 박암
- 이빈화
- 김정훈
- 선필
- 장훈
- 추봉
- 임해림
- 김경란